# Рядовка опенькоподібна
Рядовка опенькоподібна (Tricholoma focale) — вид грибів роду Рядовка (Tricholoma). Сучасну біномінальну назву надано у 1915 році.

## Будова
Середньом'ясиста шапинка має в діаметрі 5–10 см. Вона спершу опукла, а згодом розпростерта, з іноді широким лускатим горбком, часом радіально тріщинувата. У молодому віці клейка, а згодом суха. Забарвлення шапинки цегляно-червоне, рудувато-червоне, оранжево-коричнювате, з темними радіальними волокнами. Її край із залишками покривала спочатку загнутий, згодом прямий. Тонкі густі пластинки прирослі зубцем або закругленоприрослі. Вони спочатку білі, часом з жовтуватим відтінком, згодом з'являються блідо-іржаво-руді плями. Спори безбарвні. Споровий порошок білий. Центральна суцільна валькувата ніжка розміром 6–8×1–2 см. Вона звужується донизу. Її основа часом майже коренеподібна. Ніжка над кільцем біла, з пластівчастим нальотом, тоді як нижче волокнисто-луската, червоно-коричнева, цегляночервона, мідно-червона. Шкірясте кільце розташоване у верхній частині ніжки. Воно по краю повстисто-волокнисте та червоно-коричневе. М'якуш міцний, білий, з запахом та смаком свіжого борошна. Пряжки є.

## Життєвий цикл
Плодові тіла з'являються в серпні–жовтні.

## Поширення та середовище існування
Росте в Європі, Азії та Північній Америці. В Україні зустрічається у соснових лісах на піщаних ґрунтах у Лівобережному лісостепу, Лівобережному та Старобільського злаково-лучному степу, Правобережному злаковому степу.

## Практичне використання
Не їстівний гриб. Окремі джерела описують, як отруйний.

## Природоохоронний статус
Включена до третього видання Червоної книги України (2009 р.). Охороняється в Луганському природному заповіднику.